# Marismas y Riberas del Río Tinto
La Marismas y Riberas del Tinto fueron declaradas Lugar de Interés Comunitario el 17 de marzo de 2015.
Se sitúan en los términos municipales de Moguer, Palos de la Frontera, San Juan del Puerto y Trigueros de la Provincia de Huelva. La ZEC Marismas y Riberas del Tinto ocupa una superficie aproximada de 3017 ha junto al río Tinto.

## Características
La Zona de Especial de Conservación (ZEC) Marismas y Riberas del Tinto fue incluida en la lista de LIC de la Región Biogeográfica Mediterránea como paso previo a su declaración como ZEC por medio del Decreto 112/2015, de 17 de marzo de 2015. Posteriormente el Decreto 112/2015, de 17 de marzo de 2015, declaraba las zonas especiales de conservación de la red ecológica europea Natura 2000 a las Riberas del Tinto (ES6150014) (BOJA nº89, de 12 de mayo de 2015). La Orden de 13 de mayo de 2015 por la que se aprueban el Plan de Gestión de la ZEC Marismas y Riberas del Tinto y Estuario del Tinto (Boja n.º 111, de 11 de junio de 2015). 

## Fauna
La fauna que habita la zona está compuesta por:
Anfibios
Gallipato, rana común, ranita meridional, salamandra común, sapillo moteado ibérico, sapillo pintojo ibérico, sapo corredor, sapo de espuelas, sapo partero ibérico, tritón de vientre de fuego japonés, tritón ibérico, tritón pigmeo.
Aves
Alcaudón real (alcaudón norteño, o picapuercos), abejaruco europeo, abubilla, agateador común, aguilucho cenizo, aguilucho lagunero occidental, alcaraván común, alcaudón común, alondra totovía, ánade real (azulón), arrendajo, autillo europeo, avetorrillo común, avión común, avión zapador, buitrón, busardo ratonero (ratonero común), canastera común, cárabo común, carbonero común, carricero común, carricero tordal, cernícalo vulgar, charrancito común, chochín, chorlitejo chico, chorlitejo patinegro o frailecillo blanco, chotacabras pardo, cigüeña blanca, cigüeñuela común, codorniz común, cogujada común, cogujada montesina, collalba rubia, críalo europeo, cuco común, cuervo, curruca cabecinegra, curruca rabilarga, estornino negro, focha común, fumarel cariblanco, gallineta común (polla de agua, pollona negra, gal, garcilla cangrejera, garza imperial, garza real, golondrina común, golondrina dáurica, gorrión común, gorrión molinero, halcón pelegrino, herrerillo capuchino, herrerillo común, jilguero, lavandera blanca (aguzanieves), lavandera boyera, lechuza común, martín pescador común, martinete común, mirlo común, mito, mochuelo común, oropéndola europea u oriol, paloma doméstica, paloma torcaz, pardillo común, pato colorado, perdiz roja, pico picapinos, pinzón vulgar, pito real, porrón común, rabilargo o mohíno, rascón común, ruiseñor bastardo, ruiseñor común, somormujo lavanco, tarabilla común, terrera común, tórtola europea, tórtola turca, triguero, urraca, vencejo común, vencejo pálido, verdecillo, verderón europeo o verderón común, zampullín común.
Invertebrados
Enochrus bicolor, helochares lividus, hygrotus lagari, hyphydrus aubei, libélula coenagrion scitulum, nebrioporus ceresyi, ochthebius corrugatus, ...
Mamíferos
Comadreja común, conejo común, erizo común, gamo, liebre ibérica, lirón careto, meloncillo o mangosta común, musaraña de campo, musaraña gris, nutria europea, rata común, rata de agua, rata negra, ratón casero, ratón de campo, ratón moruno, tejón común, topillo mediterráneo, zorro, ...
Reptiles
Camaleón común, culebra bastarda, culebra de cogulla occidental, culebra de collar, culebra de escalera, culebra de herradura, culebra lisa meridional, culebra viperina, culebrilla ciega, eslizón ibérico, eslizón tridátilo ibérico, galápago europeo, galápago leproso, graptemys kohni, lagartija cenicienta, lagartija colilarga, lagartija colirroja, lagartija ibérica, lagarto ocelado, salamanquesa común, salamanquesa rosada, serpiente del maíz, tortuga pintada o escurridiza,
Y la flora en el que habita en el entorno del LIC:  matorrales halófilos, pastizales halófilos y praderas de Spartina.